# Vilko Rieger
Vilko Rieger (gdjegdje Riger, u SAD-u William G. Rieger; Zagreb, 11. studenoga 1911. – Greenwood, Južna Karolina, 6. lipnja 1998.), hrvatski je ekonomist, novinar, diplomat, političar i publicist.

## Životopis
Sin je Marija Riegera i Nine rođene Zdesar, djelovao je u Zagrebu, Berlinu, Bratislavi, Scrantonu (Pa.), Dunmoreu (Pa.) i Greenwoodu (S.C.). Naslijedio ga je sin, jedinac, Branimir M. Rieger (rođen 24. siječnja 1943. u Zagrebu).
Vilko Rieger je diplomirao 1937. na Ekonomsko-komercijalnoj visokoj školi u Zagrebu (danas Ekonomski fakultet Sveučilišta u Zagrebu). Nastavio je poslijediplomski studij na Gospodarskomu visokom učilištu (Wirtschafts-hochschule) u Berlinu gdje je 1938. stekao doktorat s tezom Das landwirtschaftliche Genossenschaftswesen in den kroatischen Ländern, kojega je i izdao 1939. u Berlinu.
Godine 1941. postaje docentom na Ekonomsko-komercijalnoj visokoj školi u Zagrebu gdje radi na Katedri za zadrugarstvo. Profesorom postaje 1943. godine u listopadu.
Godine 1942. pročelnikom je Državnoga izvještajnoga i promičbenoga ureda, a od 1944. Općega odjela Ministarstva vanjskih poslova NDH.

## Novinarski rad
Djelovao u Hrvatskoj smotri, Hrvatskoj reviji, Spremnosti i Hrvatskom narodu. Kao glavni urednik u Hrvatskoj smotri, nekoliko je puta polemizirao s Krležom 1933. i 1935. nazivajući ga "najnovijim nacionalnim socijalistom" (1934., br. 4.) te povodom izlaska Krležine knjige Evropa danas (1935. br. 5. – 6.). U brojevima 8. i 9. značajna je rasprava o odnosu Karla Marxa i Mihaila Bakunjina, u kojoj navodi Marxovo nedostojno spletkarenje protiv Bakunjina. U broju 11. – 12. donosi svoju raspravu o odnosu kapitalizma, marksizma i materijalizma.
Na njegovo djelo Održavanje seljačkog života odgovorio je Vladimir Bakarić, kao što su prije, na njegove radove odgovarali Krleža i Masleša. Rieger je odgovorio člankom Jednom marksističkom epigonu u Hrvatskoj smotri.

## U ustaškom pokretu
U Berlinu se priključuje ustaškoj skupini B. Jelića i krajem 1939. postaje njezin vođa. Uključio se u Ustašu – Hrvatski revolucionarni pokret već za vrijeme studija u Zagrebu.
Nakon uspostave Nezavisne Države Hrvatske postaje savjetnikom pri veleposlanstvu u Slovačkoj Državi. U jesen 1941. Pavelić ga imenuje predstojnikom vladine promidžbe, koji je položaj držao do listopada 1943., 1942. pročelnikom je Državnoga izvještajnoga i promičbenog ureda, 1943. postaje profesorom ekonomije i trgovine. U travnju 1944. postaje šefom Općega (političkog) odjela u Ministarstvu vanjskih poslova NDH, koji je položaj držao do kraja rata.

## U iseljeništvu
U Marywoodskom koledžu (Marywood College), katoličkom ženskom učilištu u Scrantonu (Pennsylvania), bio je profesorom ekonomije i kasnije professor emeritus, te član Hrvatske akademije SAD-a (Croatian Academy of America). Bio je članom više stručnih udruga, među njima udruge sveučilišnih profesora SAD-a, te udruge profesora–govornika njemačkoga jezika.

## Djela
(popis nepotpun)
- Komunizam ili socijalni nacionalizam?, Zagreb, 1934.
- Selo u sovjetskoj Rusiji, Zagreb, 1937.
- Socializacija i socialni kooperativizam, Šibenik 1939.
- Održanje seljačkoga gospodarstva, Zagreb, 1940.
- Kritika Marxove teorije zemljišne rente, Zagreb, 1937.
- Zadružni sistemi, Zagreb, 1941.
- Staro i novo gospodarstvo, Zagreb, 1942.
- Uvod u družtvovnu politiku, Zagreb, 1943.
- Materijalistička filozofija povijesti, Zagreb
- Hrvatska u borbi : politički članci i razprave, Zagreb, 1943.
- Narodno samoodredjenje, Buenos Aires, 1956.

Članci:
- Marx i Hrvati (Mali odgovor anonimnom g. V.M.) // »Hrvatska smotra«, god. II., br. 4., str. 165. – 172., Zagreb, 1934.
- Marxov »moral« i Hrvati (Prilog k izučavanju marksističkog »morala«) // »Hrvatska smotra«, god. II., br. 5., str. 229. – 233., Zagreb, 1934.
- Gospodin Krleža jučer i danas // »Hrvatska smotra«, Zagreb, god. III, br. 5–6, 1935., str. 277.–?
- Pravni položaj Hrvata nekada i danas, Hrvatska revija, br. 12., 1939., str. 194.–?

#### Pod pseudonimom
George W. Cesarich
- Croatia and Serbia : why is their peaceful separation a European necessity?, Chicago, 1954.
- Yugoslavia was created against the Will of the Croatian People. U: Antun F. Bonifačić, Clement S. Mihanovich, ur., The Croatian Nation in its Struggle for Freedom and Independence, Chicago, 1955., str. 192.—211.
- The Apostles of Bogus Federalism // časopis Slovakia, Slovak League of America, Vol. IV, sept.—dec. 1954., No. 3—4 (12—13), str. 61.—?